# The Peaceful Pill Handbook
The Peaceful Pill Handbook (El Manual de la píldora pacífica) es un libro que contiene información sobre el suicidio asistido y la eutanasia voluntaria. Se publicó originalmente en Estados Unidos en 2006 y fue escrito por el médico australiano Philip Nitschke y la abogada Fiona Stewart. En 2008 se lanzó el manual en línea. Llamado Manual electrónico de La píldora pacífica, contiene videoclips sobre el suicidio asistido y los métodos de eutanasia voluntaria y temas relacionados, pero no proporciona instrucciones sobre cómo hacerlo. El Manual electrónico se actualiza seis veces al año. En 2011 se publicó una edición alemana del libro impreso Die Friedliche Pille. Una edición francesa —La Pilule Paisible— se publicó en junio de 2015.

## Contenido
El libro está dirigido principalmente a personas mayores, personas gravemente enfermas y sus familias y amigos. También es una guía de recursos para quienes trabajan en salud pública y atención a personas mayores. El libro califica más de 15 enfoques de la eutanasia según escalas de confiabilidad y tranquilidad.
Las estrategias cubiertas por los libros incluyen: el uso de gases (como el nitrógeno), venenos como el monóxido de carbono, medicamentos sin receta como la cloroquina, medicamentos con receta como la insulina y los opiáceos y antiguos medicamentos con receta como los barbitúricos. El libro detalla los medios legales para obtener y administrar los medicamentos y otros aspectos periféricos como el almacenamiento, la vida útil y la eliminación de los medicamentos. Los servicios suizos de suicidio asistido también se tratan en detalle, al igual que cuestiones como la redacción de testamentos, directivas anticipadas y cuestiones de determinación de la capacidad testamentaria y de toma de decisiones.
Uno de los aspectos más controvertidos del libro es su cobertura de Internet como fuente de drogas. Con este fin, los autores publican una "vigilancia del vecindario" regular que advierte sobre estafadores de Internet y sitios web falsos y fraudulentos.

## Recepción
Aunque está restringido en Nueva Zelanda y Australia, el libro está disponible sin restricciones en Amazon (.com y .co.uk), y en el sitio web Peacefulpillstore.com.

### Australia
Si bien el libro recibió inicialmente una calificación de 18+ en Australia, esta fue anulada en una apelación del fiscal general de Australia. A principios de 2007, el Comité de Clasificación rechazó la publicación de clasificación (RC). En 2009, el gobierno australiano incluyó el sitio web del manual en su plan de censura de Internet conocido como Clean Feed.

### Nueva Zelanda
En 2008, la Sociedad para la Promoción de Normas Comunitarias se opuso a la publicación del libro. Esto llevó a su prohibición en Nueva Zelanda con el argumento de que era una publicación objetable. Poco tiempo después, el libro se volvió a publicar en forma redactada y está disponible solo si está sellado y se muestra una indicación de la clasificación de censura.